# Новінкі (Воломінський повіт)
Новінкі (пол. Nowinki) — село в Польщі, у гміні Ядув Воломінського повіту Мазовецького воєводства.
Населення — 379 осіб (2011).
У 1975-1998 роках село належало до Седлецького воєводства.

## Демографія
Демографічна структура станом на 31 березня 2011 року:
|          | Загалом | Допрацездатний вік | Працездатний вік | Постпрацездатний вік |
| -------- | ------- | ------------------ | ---------------- | -------------------- |
| Чоловіки | 184     | 44                 | 120              | 20                   |
| Жінки    | 195     | 37                 | 115              | 43                   |
| Разом    | 379     | 81                 | 235              | 63                   |